# 阿波罗和达菲尼斯 (佩鲁吉诺)
《阿波罗和达菲尼斯》是彼得羅·佩魯吉諾的一幅神话题材的画作，绘制于约1483年，1883年卖给巴黎的卢浮宫，直至今日，在卢浮宫的目录中称为《阿波罗和马尔西亚斯》。 到1880年代，它曾被错误地归为拉斐尔的作品。
这幅画是洛伦佐·德·美第奇向佩鲁吉诺订制的著名作品之一。背景是乡村景色，有城堡、拱桥、树木、山丘和河流。前景中的两个裸体人物，代表古希腊和古罗马艺术，展示了佛罗伦萨的人文主义古典精英的品味。两个人物达到对立式平衡，右侧站立的人物是阿波罗，左手持棒，身后有弓和箭袋。他的姿势借鉴了普拉克西特列斯的雕塑《赫耳墨斯和婴儿酒神》中赫耳墨斯的姿势。
左边坐着吹笛子的人的身份存在争议：有可能是马尔西亚斯， 是一个薩堤爾；但更可能是达菲尼斯，一个因爱阿波罗而死的年轻牧羊人。达菲尼斯是Laurus的希腊形式，所以将该作品与洛伦佐·德·美第奇联系起来。达菲尼斯的姿势借鉴了留西波斯的赫耳墨斯雕塑，最著名的雕塑是 1758年发现的赫耳墨斯坐像。